# Jean Crouan
Pour les articles homonymes, voir Crouan.
Pour les autres membres de la famille, voir Famille Crouan.
Jean Crouan, né le 18 décembre 1906 à Quéménéven (Finistère), et mort le 9 octobre 1985 à Quimper, dans le Finistère, est un homme politique français.

## Biographie

### Jeune député
Jean Crouan est le fils d'Émile Crouan, notaire et maire de Quéménéven, et d'Anne-Marie Jamault. Il est élève au Collège Saint-Vincent à Rennes et obtient sa licence en droit à la Faculté de droit de Paris. Jean Crouan prend la direction d'une étude de notaire dans sa ville natale en 1932 et devient membre du Conseil supérieur des notaires de France. 
Il entre en politique en 1935 en devenant maire de Quéménéven, et député l'année suivante, inscrit au groupe de la Fédération républicaine. Il n'a alors que trente ans. Il fait alors partie des quinze députés élus en Bretagne signataires d'un « programme du Front Breton », qui vise alors à créer un groupe parlementaire breton à l'Assemblée nationale, et à défendre des lois en faveur de la régionalisation des institutions ou en faveur de l'enseignement de la langue bretonne.

### Résistant et déporté

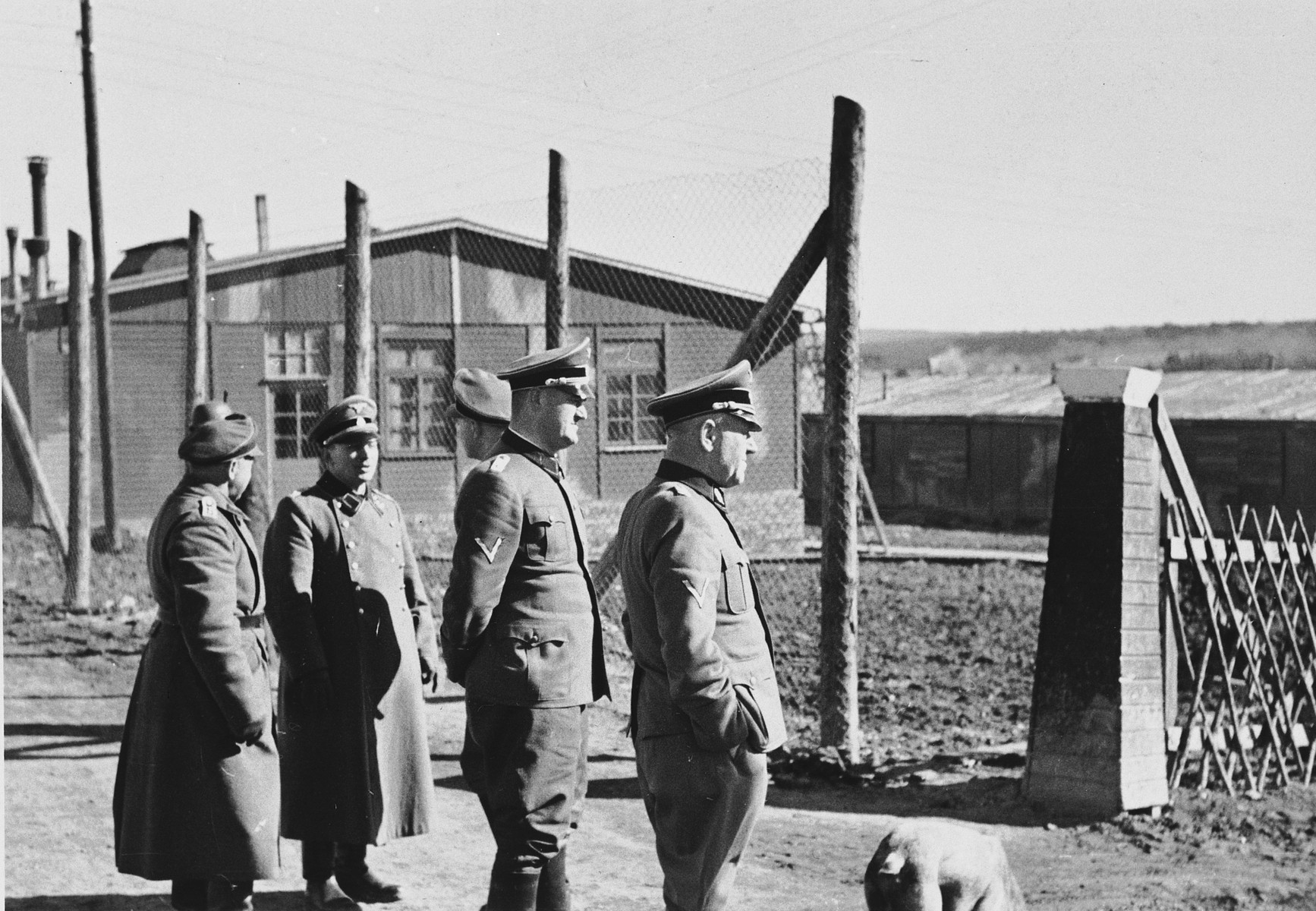
Groupe d'officiers SS autour du camp d'Hinzert

Mobilisé pendant la Campagne de France, il est fait prisonnier le 16 juin 1940 et s'évade le jour même. Il rejoint Vichy où, le 10 juillet 1940, il vote en faveur de la remise des pleins pouvoirs au Maréchal Pétain. Bien que désigné comme membre du Conseil national de Vichy, il s'engage dans la Résistance, organisant un service d'évasion des prisonniers de guerre, créant un service de confection de faux documents d'identité, coordonnant la résistance des maires du Finistère contre les prétentions de l'occupant allemand, organisant également l'hébergement et le rapatriement des aviateurs américains.
Il est alors arrêté par la Gestapo en 6 mars 1943 à son domicile, et condamné à mort par le Conseil allemand de Quimper le 2 juin puis déporté "Nacht und Nebel" le 1er juillet 1943. Il arrive le 3 juillet à Hinzert en compagnie de Césaire de Poulpiquet (matricule : 6887). Autres lieux de déportation : Wittlich, Breslau, Gross-Rosen, Kamenz, Dachau où il est libéré le 29 avril 1945 par les troupes américaines le 29 avril 1945.

### Retour au parlement
Nommé membre de l'Assemblée consultative provisoire, il conduit une liste d'Union républicaine lors du scrutin de 1945 visant à élire la première Chambre constituante. Élu, il siège au groupe du Parti républicain de la liberté, mais il est battu aux élections à la Seconde constituante de 1946 et aux élections législatives de la même année. En 1951, il figure en quatrième position sur la liste départementale du Rassemblement du peuple français, qui n'obtient que trois élus. La même année, il devient conseiller général de Châteaulin et président du conseil général du Finistère.
En 1955, il profite d'une élection législative partielle pour retrouver un mandat de député, cette fois-ci comme indépendant et paysan. Réélu en 1956 et 1958, il quitte définitivement le Parlement en 1962.
Il est membre du Haut-Comité régional de patronage de la Fondation culturelle bretonne en 1957.
Il est membre du Conseil économique et social de 1964 à 1969.

## Distinctions[5],[6]
- Officier de la Légion d'honneur[Quand ?]
- Croix de guerre 1939–1945, palme de bronze
- Médaille de la Résistance française
- Chevalier de l'ordre du Mérite agricole
- Médaille de la Liberté

## Sources
- « Jean Crouan », dans le Dictionnaire des parlementaires français (1889-1940), sous la direction de Jean Jolly, PUF, 1960 [détail de l’édition]
- Jean Pascal, Les députés bretons de 1789 à 1983, PUF, 1983
- Erwan Crouan, Jean Crouan (1906-1985) : Un notable finistérien dans la tourmente du XXe siècle, M. H., Brest, UBO, 2001